# Pirchkogel
Le Pirchkogel est une montagne qui s’élève à 2 828 m d’altitude dans les Alpes de Stubai, en Autriche.